# 蒙德萊因 (伊利諾伊州)
蒙德萊因（英語：Mundelein）是位於美國伊利諾伊州萊克縣的一個村落。

## 地理
蒙德萊因的座標為42°16′00″N 88°00′00″W / 42.26667°N 88.00000°W，而該地最高點為海拔高度230米（即755英尺）。

## 人口
根據2010年美國人口普查的數據，蒙德萊因的面積為25.75平方千米，當中陸地面積為24.73平方千米，而水域面積為1.02平方千米。當地共有人口31064人，而人口密度為每平方千米1,206人。